# Provincia de Granada
Granada es una provincia española situada en el sureste peninsular, a orillas del mar Mediterráneo y en plena cordillera Penibética, dentro de la comunidad autónoma de Andalucía. Su capital es la ciudad de Granada.
Limita al noreste con las provincias de Albacete y Murcia; al este con Almería; al norte con Jaén; al oeste con Málaga y Córdoba; y al sur tiene salida al Mediterráneo.
Su superficie es 12 531 km², su población es 940 974 hab. (2024), de los cuales aproximadamente un 25% vive en la capital, y su densidad de población es 75,09 hab./km². Se encuentra dividida en 174 municipios y 6 entidades locales autónomas (ver Municipios de la provincia de Granada).
Los principales núcleos de población son Granada capital y su área metropolitana (55%), la Costa Granadina (10,5%) con los municipios de Motril y Almuñécar, segundo y tercer núcleos de población provincial respectivamente tras la capital, y las zonas interiores de Guadix, Baza y Loja.
El pico más alto de la península ibérica, el Mulhacén, con una altitud de 3482 metros, está situado en Granada. Comparte con la provincia de Almería el parque nacional de Sierra Nevada.

## Símbolos

### Escudo
El escudo de armas de la provincia de Granada desde la creación de esta en 1833 ha tenido diversos blasones. El actual fue aprobado en 2008 y se basó en la modificación del timbre (cambiándose la corona real abierta por una corona real cerrada) del modelo de escudo que había sido fijado en 1969.
El blasón del escudo de armas es el siguiente:

En campo de plata fileteado de gules, una granada al natural, rajada de gules, tallada y hojada de sinople. Bordura componada de ocho piezas: Alternadas; cuatro de plata con un león rampante de gules, linguado de lo mismo y coronado y uñado de oro; cuatro de gules con un castillo de oro, donjonado, almenado, aclarado de azur y mazonado de sable. Filete exterior de sable, cargado con una trenza de plata de dos cabos, Al timbre, corona real cerrada.
Pleno de la Diputación de Granada de 26/02/2008 

### Bandera
La bandera de la provincia de Granada tiene la siguiente descripción. 

Paño rectangular en la proporción 2/3, vez y media más larga, -del asta al batiente- que ancha; de color verde usado tradicionalmente: Pantone 384c, cargada en su centro con el escudo privativo de la Diputación de Granada en ambas caras.
Pleno de la Diputación de Granada de 26/02/2008 

## Historia

### Edad Media
Antecedentes al Reino de Granada
Aunque existieron circunscripciones territoriales anteriores, como la Cora de Elvira, que se convirtió en la Taifa de Granada con la descomposición del Califato de Córdoba en el año 1031; el nacimiento del Reino nazarí de Granada puede fijarse en el 1232, cuando Yusuf ben Nasri ‘Alhamar’ se proclamó Sultán de Granada.
El Reino Nazarí de Granada

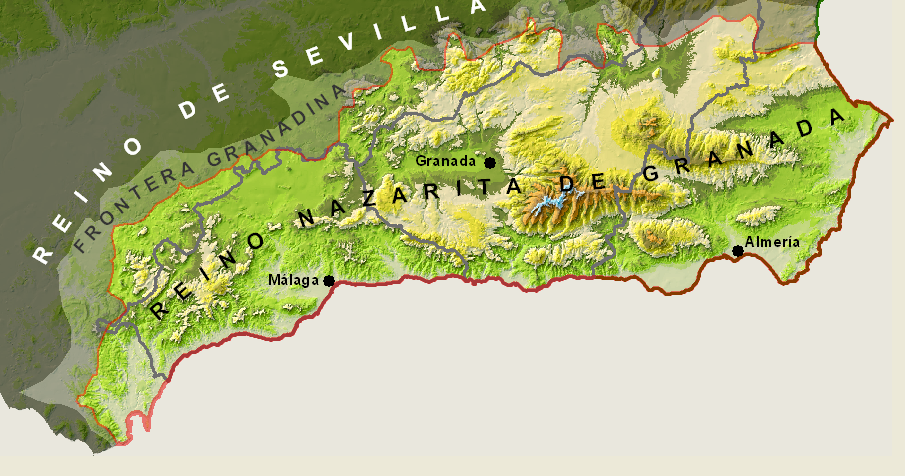
Límites del Reino de Granada

La superficie del Reino era de unos 34 000 km², algo superior a los 27 000 km² en los que quedaría configurado el Reino cristiano de Granada después de su conquista (1482-1492). El Emirato o Sultanato de Granada se extendía sobre la totalidad de las provincias actuales de Granada, Málaga y Almería, además de zonas fronterizas de las provincias de Jaén y Cádiz.

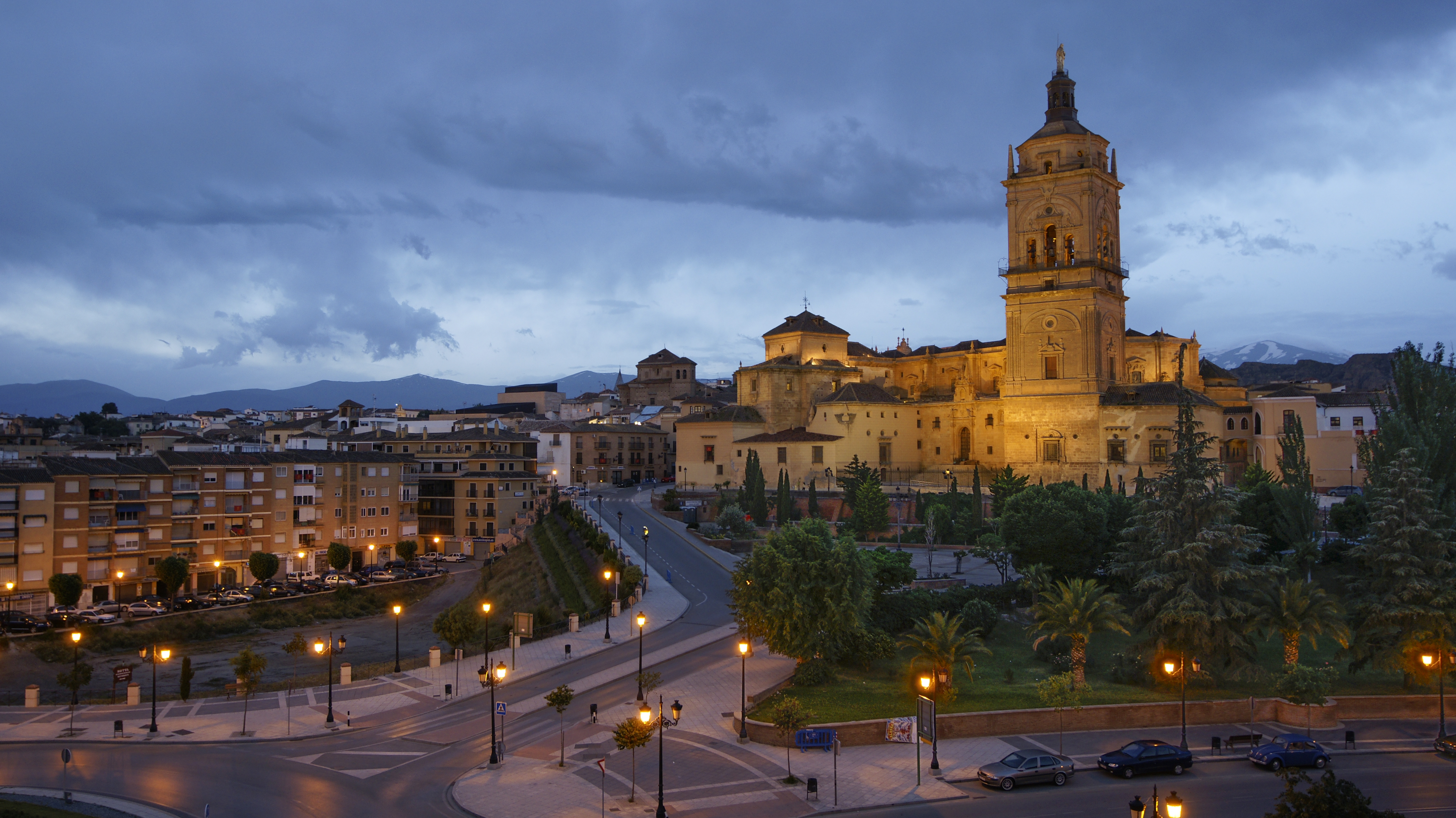
Vista de la Catedral de la Encarnación, en la ciudad de Guadix

La frontera entre la Corona de Castilla y el reino de Granada estuvo formada por un complicado sistema defensivo-ofensivo, establecido por el Pacto de Jaén y caracterizado por la construcción de fortificaciones paralelas al límite natural de los Sistemas Béticos, salvo la excepción de las Sierras de Cazorla y Segura, donde estuvieron localizados el Adelantamiento de Cazorla y la Encomienda de Segura de la santiaguista, respectivamente, que conformaban la avanzadilla de los territorios de la Corona de Castilla.

### Edad Moderna
Conquista cristiana

El Reino de Granada en el año 1590 según las Cortes de Castilla

La extensión del Reino de Granada tras su reconquista, quedó reducida a lo que hoy son las provincias de Málaga, Granada y Almería, salvo el partido de Antequera y los actuales municipios de Sierra de Yeguas, Alameda y Cañete la Real, que pertenecían al antiguo Reino de Sevilla. Por otra parte, las poblaciones de Solera y Bélmez de la Moraleda, que actualmente están integradas en la de Jaén, formaban parte del Reino granadino.

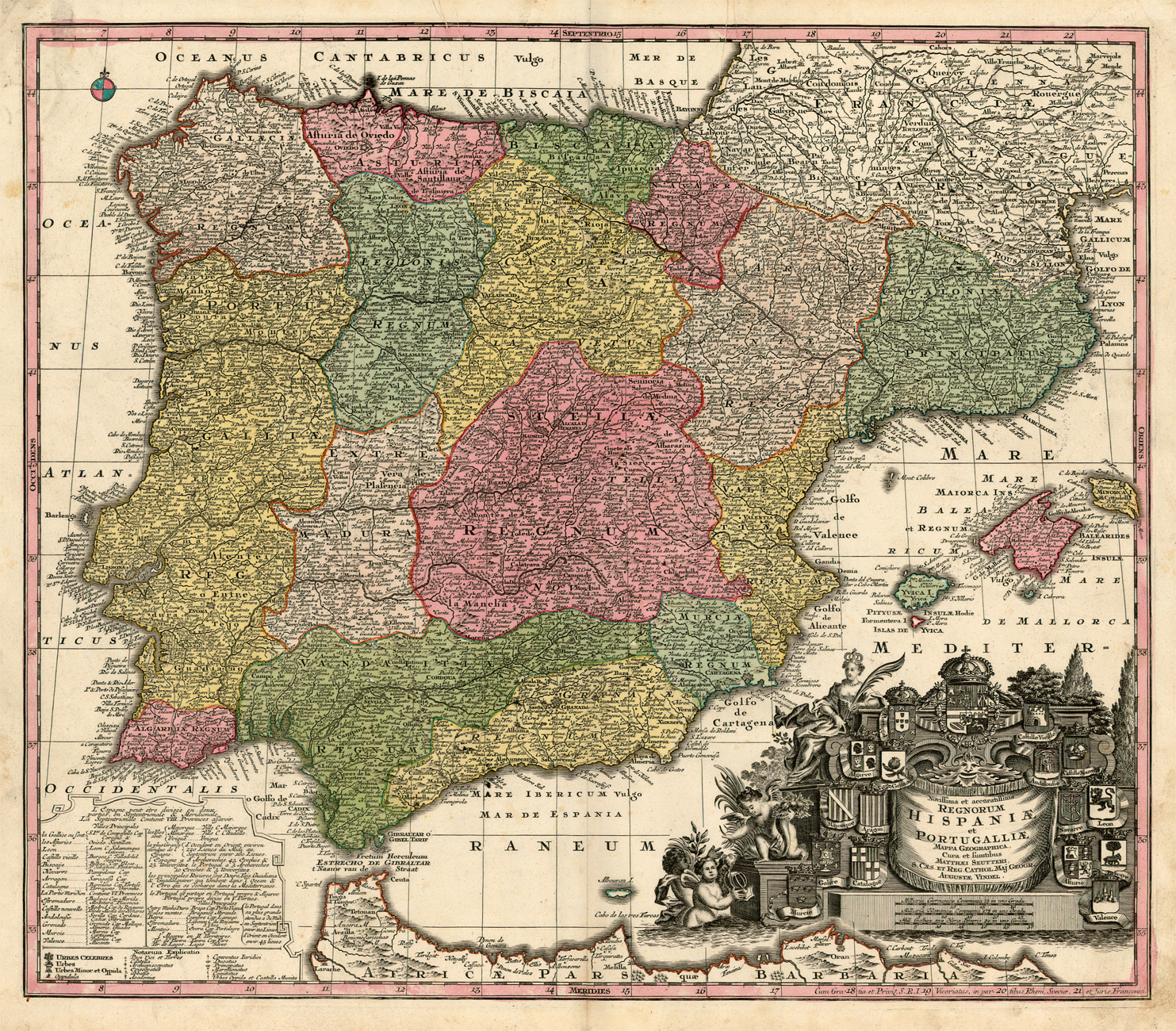
Mapa de 1734 con las divisiones en regiones de España y Portugal, donde se distingue a Granada y a Andalucía como territorios diferenciados

El Reino de Granada en la Corona de Castilla
Esta demarcación era tan solo administrativa y fiscal, pues el reino de Granada, incorporado a la Corona de Castilla, no tenía ningún tipo de atribución sobre sus límites o capacidad política de actuación o decisión autónoma, más allá de la vida municipal y el voto en Cortes. El territorio fue dividido en zonas o partidos de recaudación de rentas y derechos extraordinarios para la Corona, en algunos casos basados en las circunscripciones eclesiásticas existentes. De esta manera, se realizó la siguiente demarcación: 1. La ciudad de Granada con los partidos de la alcaicería, las rentas mayores y menores, corral del ganado, los diezmos y alquerías, la renta de la seda, las rentas de la Alpujarra, Almuñécar, Salobreña y Motril. 2. Partido de Baza. 3. Partido de Guadix. 4. Málaga y su obispado 5. Almería y su obispado.
Otra forma de recaudación de tributos extraordinarios —destinados a gastos militares— fueron las hermandades que tuvieron un importante desarrollo en el siglo XVI. Las numerosas empresas que acometieron Carlos I y luego Felipe II, provocaron un leve intento de organización territorial capitalizadas en las 17 ciudades que tenían representación en Cortes. En 1591, se llevó a cabo una recopilación de bienes —conocido como el censo de Tomás González—, donde Granada aparece como ciudad con representación en Cortes —será la ciudad número 18— y va a centralizar el territorio del Reino de Granada en el cobro de impuestos entre sus distintas ciudades, villas, lugares y aldeas que la conformaban.

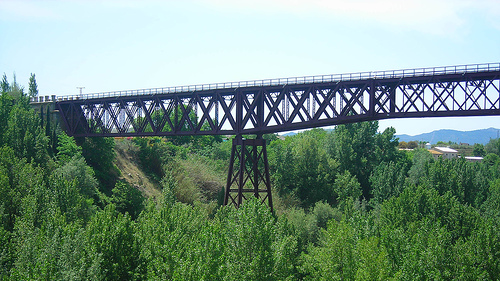
Puente de Lata, en Dúrcal, comarca del Valle de Lecrín

En las primeras fechas de la Edad Moderna, no existía un criterio único para la determinación de las entidades regionales dentro de la Corona de Castilla: Lucio Marineo Sículo (1500), a la hora de distinguir las distintas provincias españolas atiende a la provincialización romana, mientras que Pedro de Medina (1548) realiza otra clasificación, en la que presenta al Reino de Granada diferenciado de Andalucía. La creación de la Capitanía General de Granada y la definitiva instalación como Real Chancillería de Granada de la anterior Real Audiencia y Chancillería de Ciudad Real (1505), cuya jurisdicción incluía todo el territorio al sur del río Tajo —al norte competía a la Real Audiencia de Valladolid—, indica que tampoco desde el punto de vista político-administrativo había intención de realizar ningún tipo de integración regional —concepto anacrónico para la época— que asociara específicamente el Reino de Granada con la Andalucía del Guadalquivir. En 1525 se creó la Real Audiencia de los Grados de Sevilla, de nivel competencial menor.

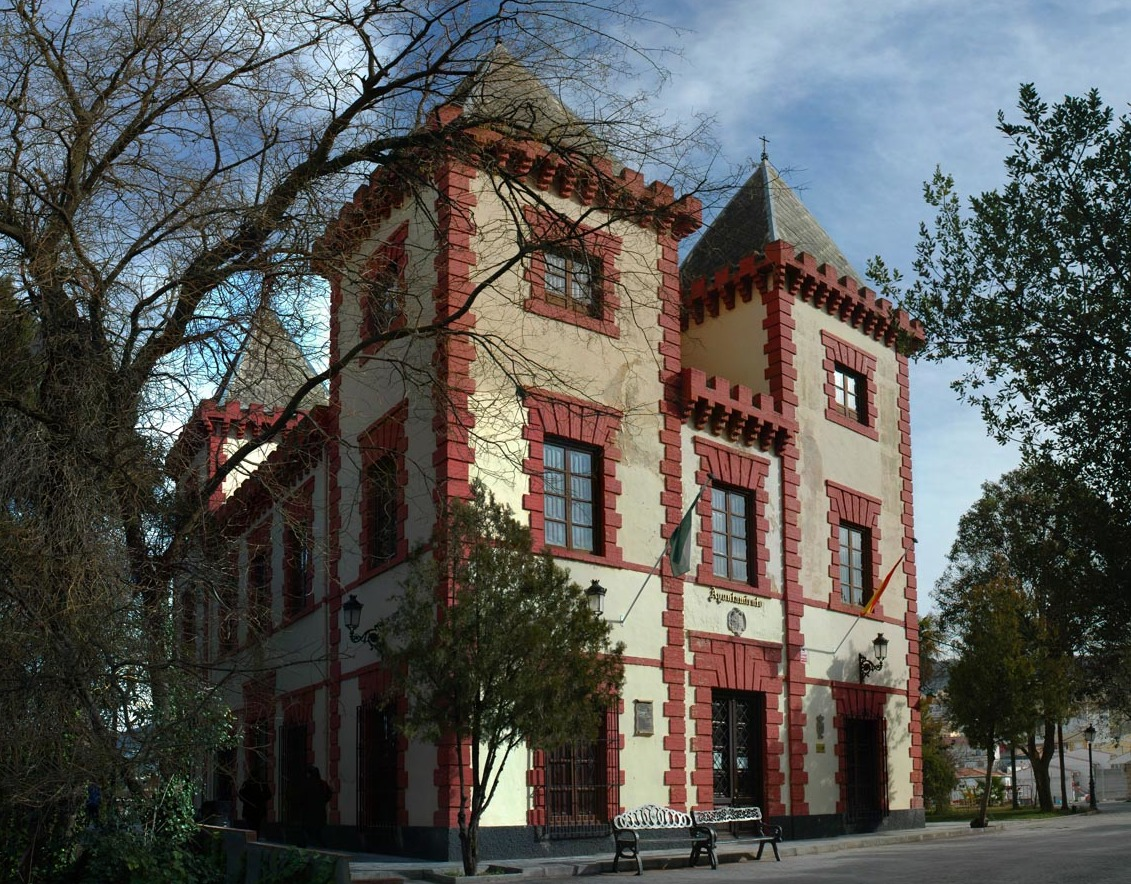
Edificio del ayuntamiento de Deifontes, en la comarca de Los Montes

### Edad Contemporánea
Formación de la provincia de Granada
La provincia surgió en 1833 con la división provincial llevada a cabo por el ministro motrileño Javier de Burgos, tomando la parte central del territorio que hasta la fecha formaba parte del Reino de Granada, el cual había surgido tras la anexión del Reino Nazarí de Granada a la Corona de Castilla en 1492.
Sin embargo, fue mediante Decreto de las Cortes de Cádiz de 12 de mayo de 1813 que se creó la Diputación Provincial de Granada como entidad encargada de representar y fomentar los intereses de la provincia granadina. La primera sede de esta corporación se ubicó en la Casa de la Inquisición, que había quedado vacante tras la disolución de ésta poco antes, la cual estaba situada frente a la actual iglesia del Sagrado Corazón, en plena Gran Vía de Colón de la capital; siendo derribada con motivo de la construcción de esta calle en los primeros años del siglo XX. Desde 1981 esta provincia forma parte de la comunidad autónoma de Andalucía.
Existe cierta concepción acerca de que la comunidad autónoma de Granada está separada de Andalucía. La nueva comunidad autónoma estaría compuesta por las provincias de Granada, Almería y Málaga. La concepción todavía no ha encontrado una respuesta.

## Geografía
La provincia de Granada se localiza al sur de Europa y la península ibérica, en la región histórica de Andalucía Oriental o Alta Andalucía, y con salida al mar Mediterráneo.

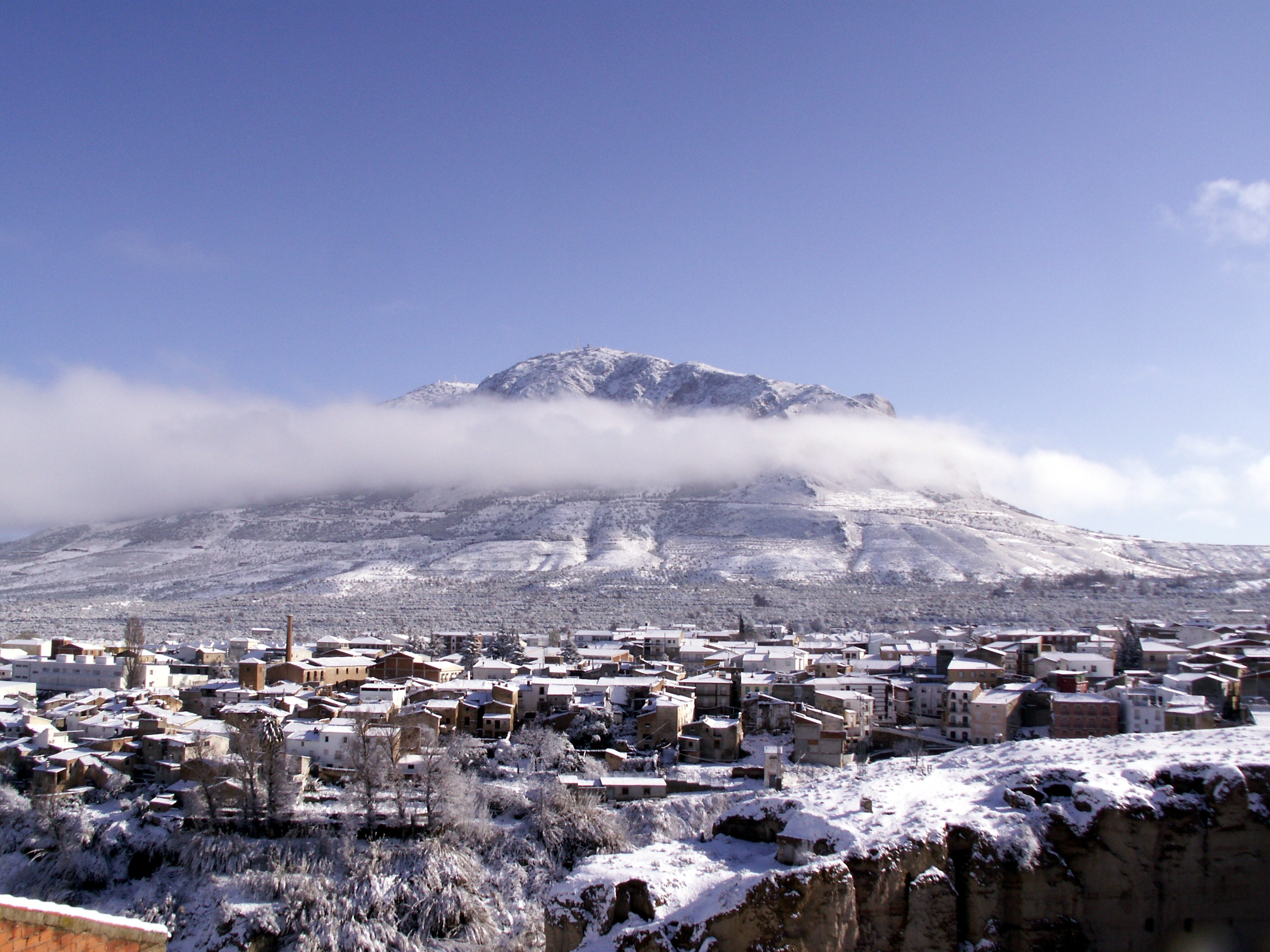
Cerro Jabalcón, junto a la localidad de Zújar, en la comarca de Baza

| Noroeste: Provincia de Córdoba | Norte: Provincia de Jaén | Nordeste: Provincia de Albacete y Región de Murcia |
| Oeste: Provincia de Málaga     |                          | Este: Provincia de Almería                         |
| Suroeste: Mar Mediterráneo     | Sur: Mar Mediterráneo    | Sureste: Mar Mediterráneo                          |

### Clima
Tiene un clima mediterráneo continentalizado en la mayoría del territorio, pero también se da un clima de montaña en la parte más alta, y subtropical en la costa.
Se pueden distinguir cuatro zonas climáticas bien diferenciadas: la fértil y verde Vega granadina, así como la mitad occidental, que registra unos veranos cálidos e inviernos muy fríos —siendo Granada la capital de provincia mediterránea con las temperaturas más bajas de todo el país—; la parte de la Hoya de Guadix y el Altiplano, con un clima casi semidesértico, exceptuando las riberas de los ríos —como el Fardes— y las zonas montañosas de Baza, La Sagra, Sierra Nevada y Castril; el extenso territorio de la Alpujarra y sur del Marquesado, con un clima típicamente montañoso; y la zona de la costa, donde las temperaturas son templadas a lo largo de todo el año, lo que permite el cultivo de productos subtropicales como la chirimoya o el aguacate, e incluso durante el siglo XX se cultivó caña de azúcar con el que se producía el famoso ron pálido de Motril.

### Relieve

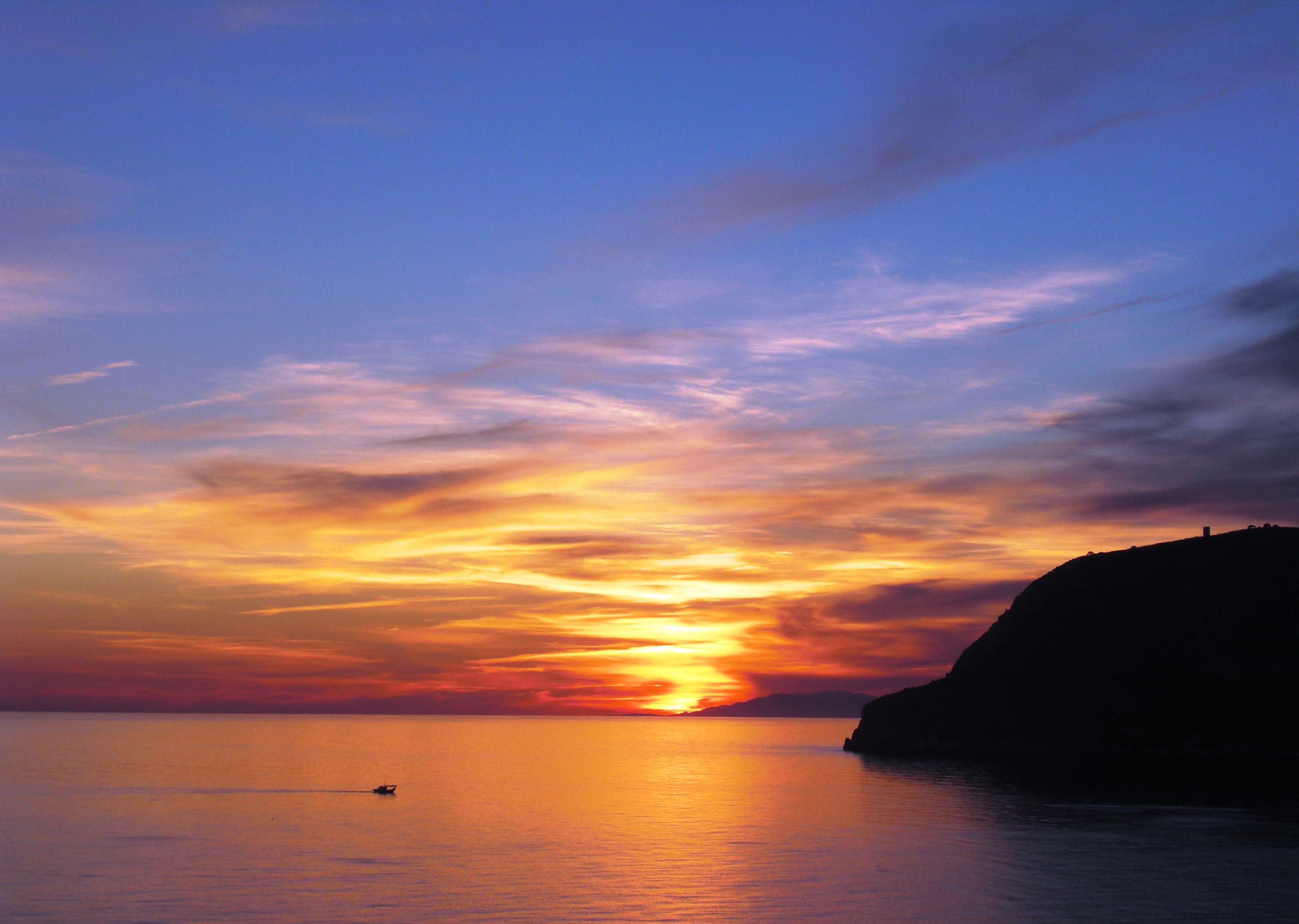
Atardecer en La Herradura

Es montañoso a causa de Sierra Nevada que se sitúa en el centro-este de la provincia, con algunas llanuras destacables como la de las vegas de Granada y del Guadalfeo, o buena parte de la zona del Altiplano y Guadix incluidas en el Geoparque de Granada.

### Evolución del PIB

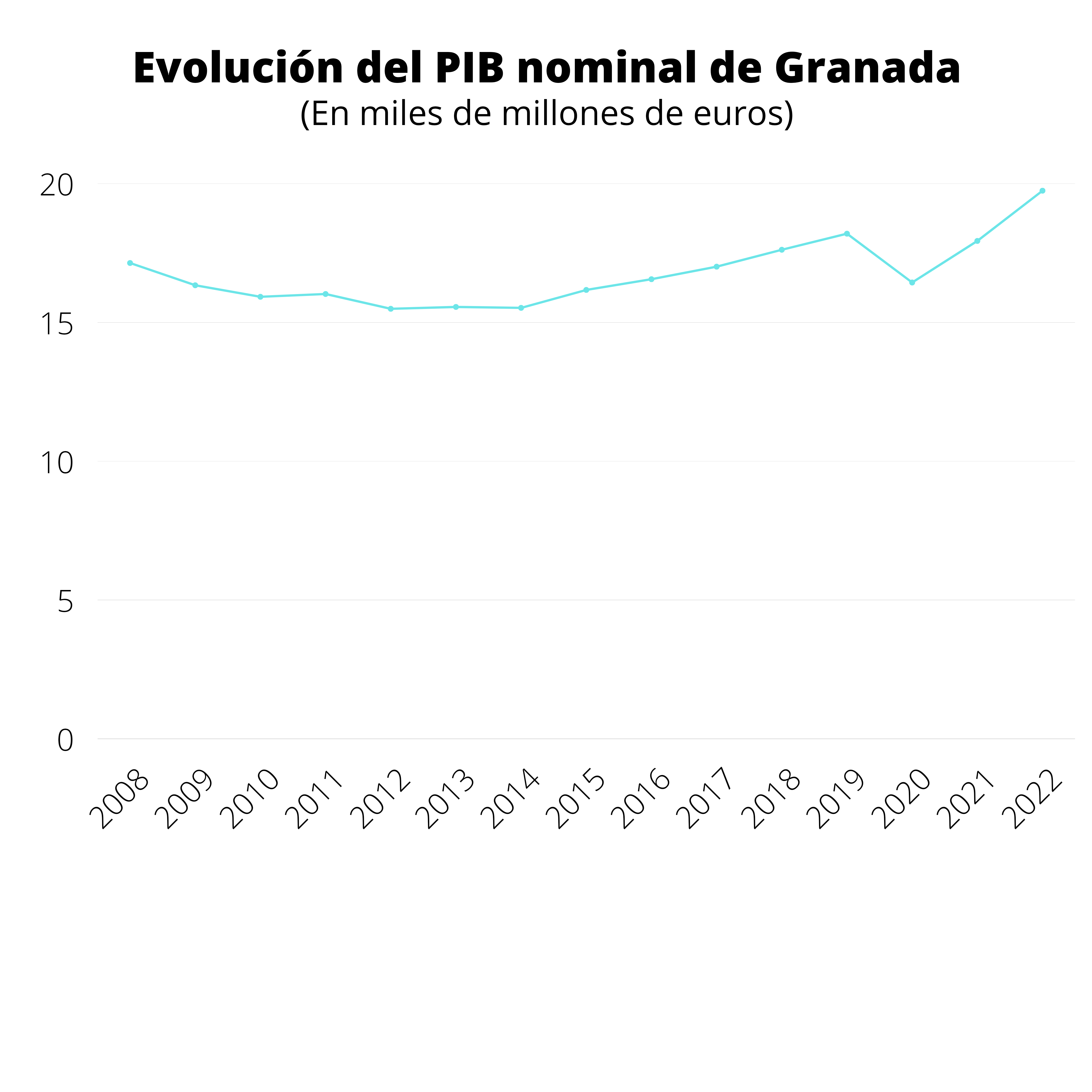

## Organización territorial

### Comarcas

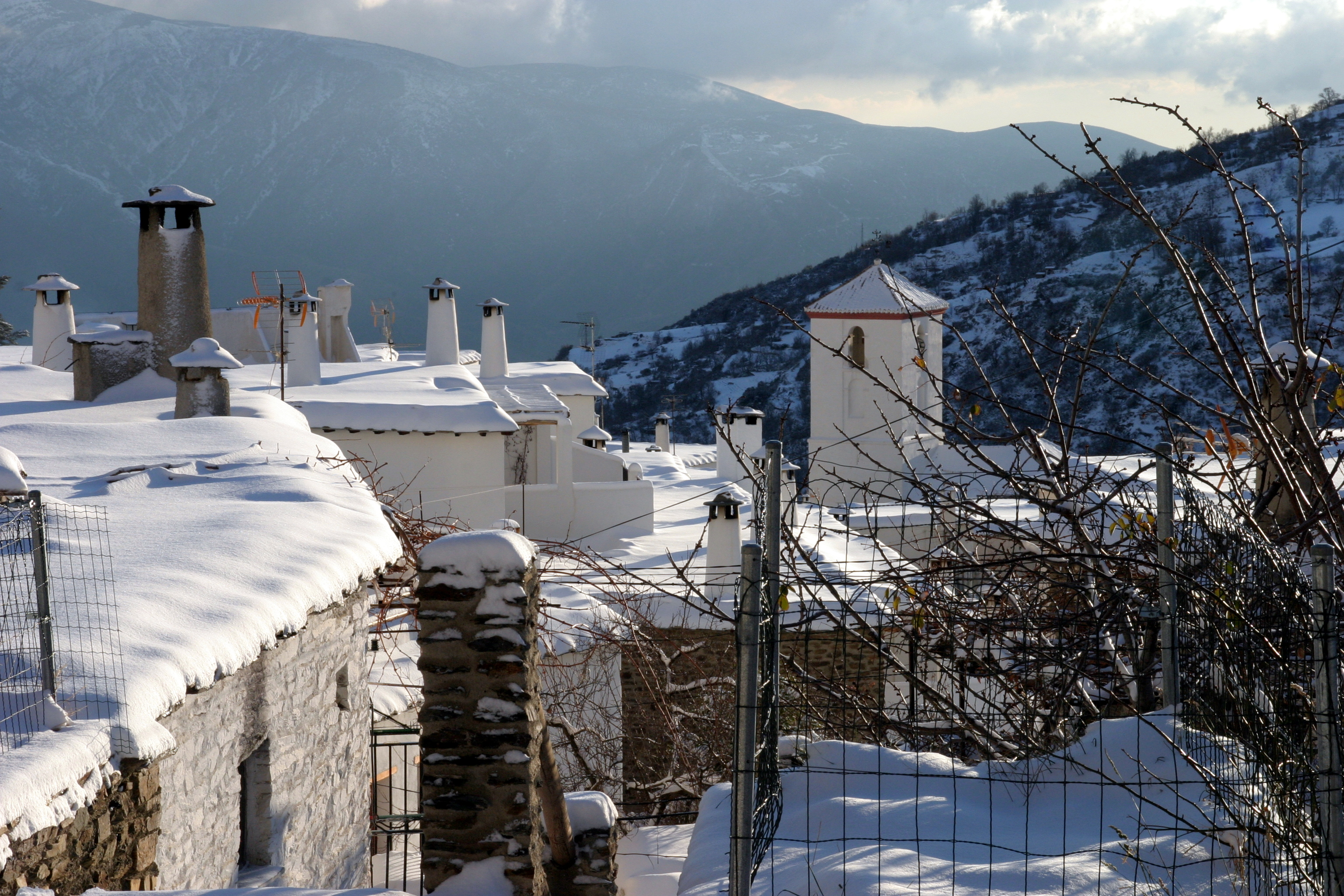
Vista de Capileira en invierno, típico pueblo de la Alpujarra Granadina

En Granada, a diferencia de otras provincias, siempre ha existido mucho arraigo hacia las comarcas tradicionales, que son de norte a sur:
- Comarca de Huéscar, con capital en Huéscar
- Comarca de Baza (o la Bastetania), con capital en Baza
- Comarca de Guadix (o la Accitania), con capital en Guadix
- Los Montes, con capital en Iznalloz
- Comarca de Loja, con capital en Loja
- Vega de Granada, con capital en Granada
- Comarca de Alhama, con capital en Alhama de Granada
- Valle de Lecrín, con capital en Dúrcal
- Alpujarra Granadina, con capital en Órgiva
- Costa Granadina, con capital en Motril

Las comarcas de Baza y Huéscar forman una subregión denominada Altiplano Granadino; igualmente Loja y buena parte de Alhama forman el Poniente Granadino. También existen subcomarcas, como El Marquesado en Guadix, La Contraviesa entre la Alpujarra y la Costa, los Montes Orientales en Los Montes y El Temple en Alhama.

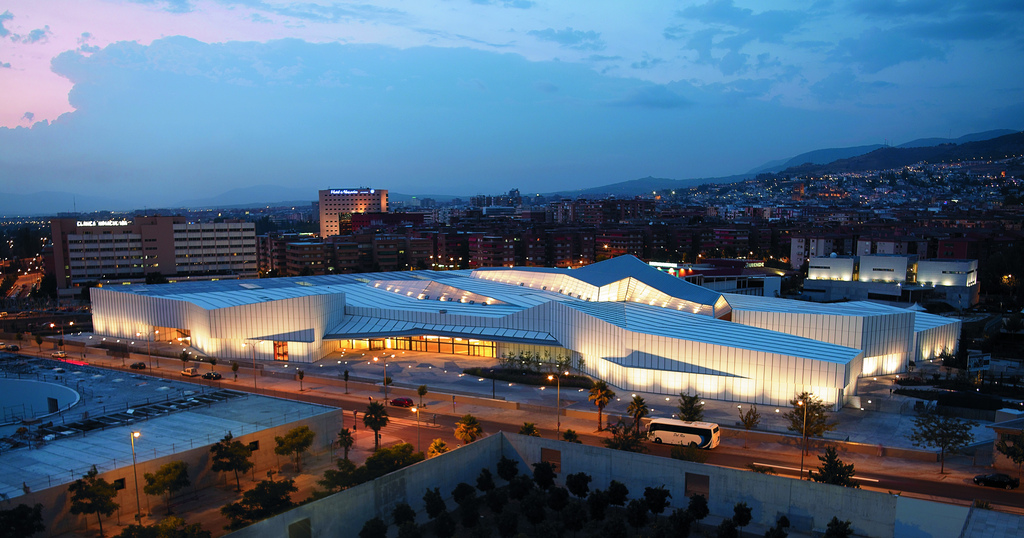
Parque de las Ciencias de Granada, en la comarca de la Vega

### Mancomunidades
- Mancomunidad de Municipios de la Costa Tropical
- Mancomunidad de Municipios de la Comarca de Baza
- Mancomunidad de Municipios de la Comarca de Huéscar
- Mancomunidad del Marquesado del Zenete
- Mancomunidad del Río Monachil
- Mancomunidad de la Ribera Baja del Genil
- Mancomunidad del Valle de Lecrín
- Mancomunidad del Valle de los Ríos Alhama-Fardes
- Mancomunidad de la Vega Alta de Granada
- Mancomunidad de Municipios de la Alpujarra Granadina

## Gobierno y administración provincial
Las provincias son entidades administrativas regionales, inferiores a la comunidad autónoma, determinadas por la agrupación de municipios, con personalidad jurídica propia y plena capacidad para el cumplimiento de la garantía de los principios de solidaridad y equilibrio intermunicipales, en el marco de la política económica y social.
El Gobierno y la administración autónoma de la provincia corresponden a la Diputación Provincial. La Diputación Provincial de Granada está presidida desde el 13 de julio de 2023 por el popular Francisco Pedro Rodríguez Guerrero y tiene su sede central en la ciudad de Granada, en la calle Periodista Barrios Talavera, nº1.

## Población

### Distribución
Los principales núcleos de población son Granada capital y su área metropolitana, los cuales albergan más de un 55% de la población de la provincia; la Costa Granadina (10,5%) con los municipios de Motril y Almuñécar, segundo y tercer núcleos de población provincial respectivamente tras la capital, y las zonas interiores de Guadix, Baza y Loja.

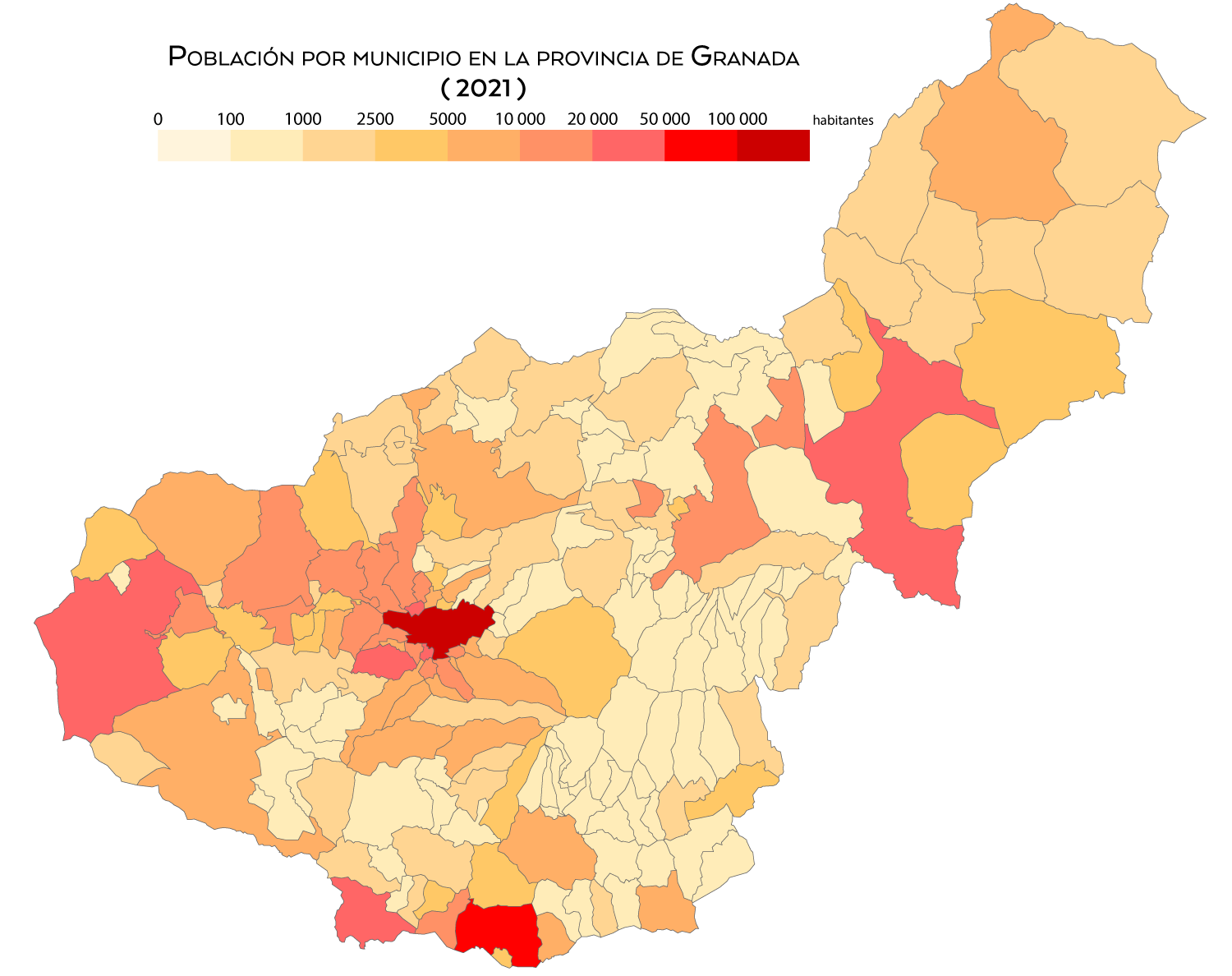
Población por municipios 2021
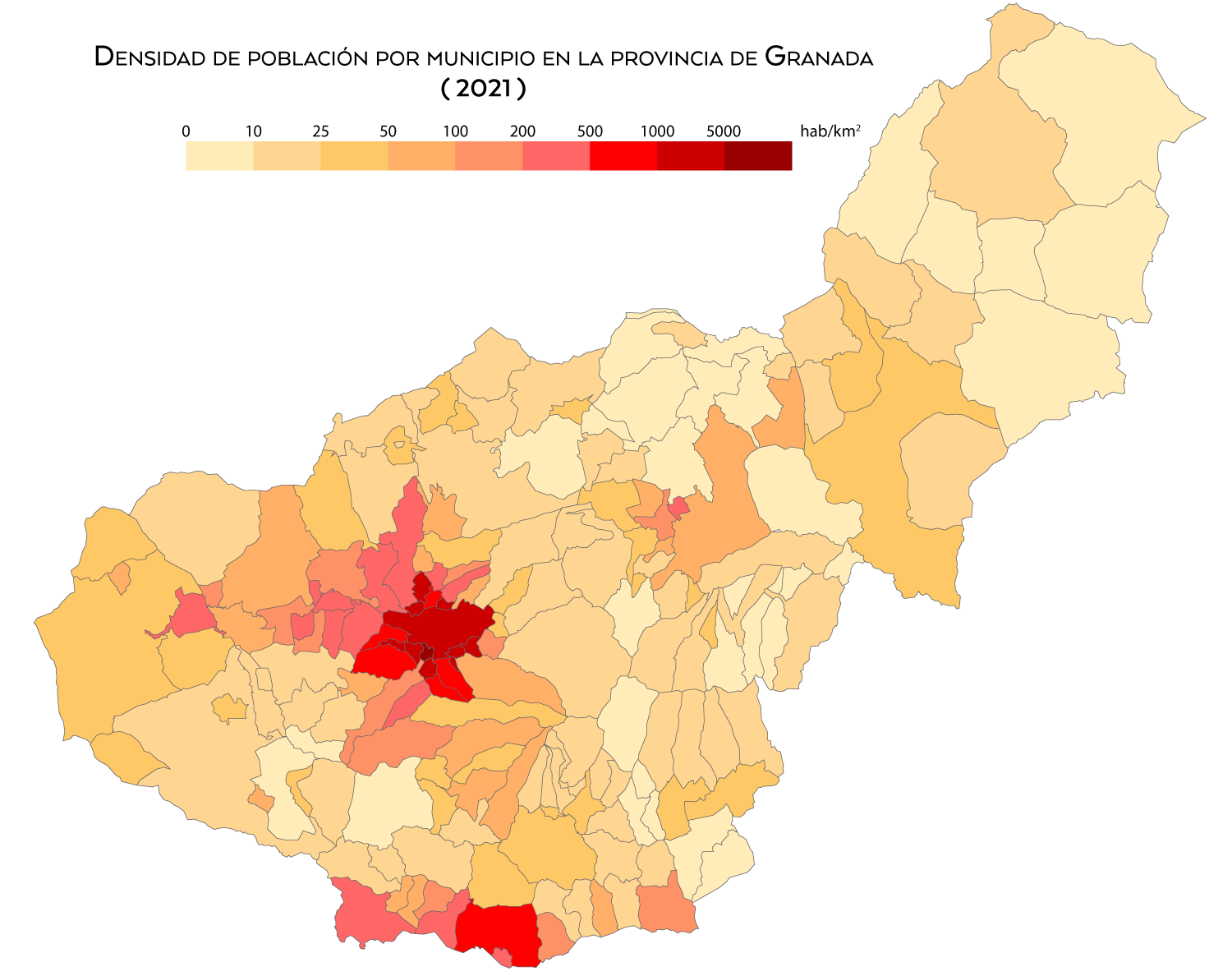
Densidad por municipios 2021
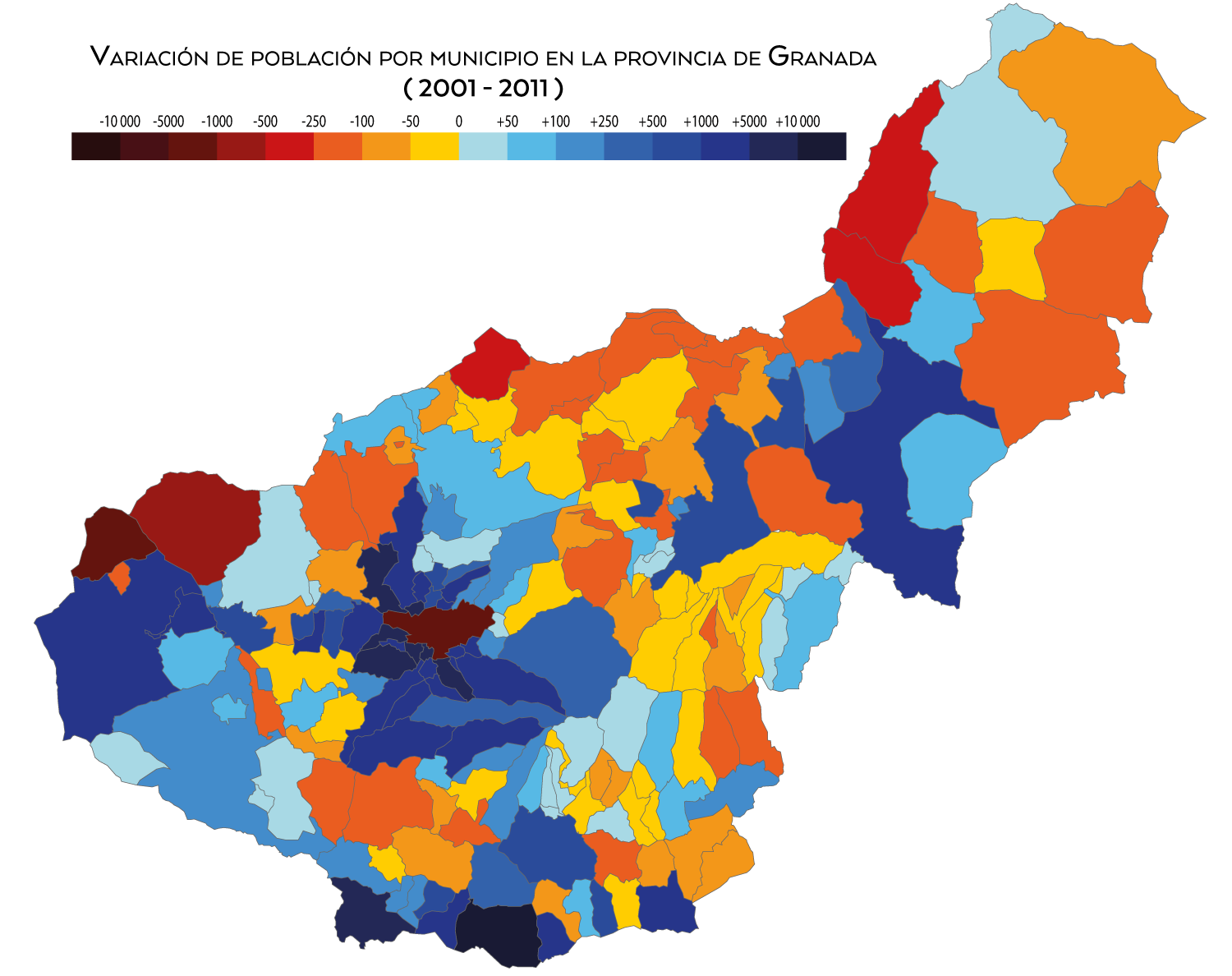
Variación de la población entre 2001 y 2011
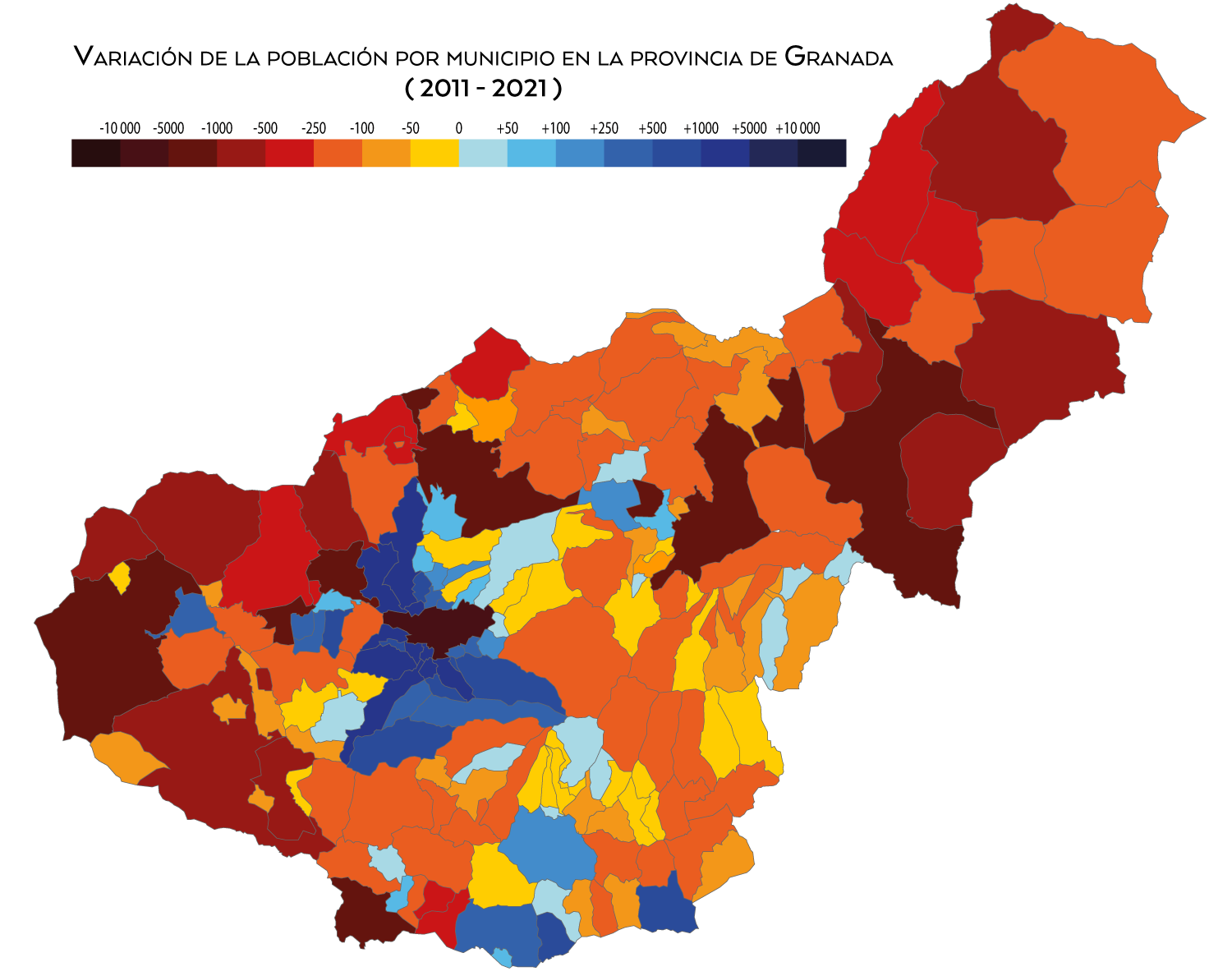
Variación de la población entre 2011 y 2021

| \| Posición \| Municipio \| Población 2024 \| \| -------- \| -------------------- \| -------------- \| \| 1.ª \| Granada \| 232 717 \| \| 2.ª \| Motril \| 59 632 \| \| 3.ª \| Almuñécar \| 27 311 \| \| 4.ª \| Armilla \| 25 405 \| \| 5.ª \| Maracena \| 22 310 \| \| 6.ª \| Las Gabias \| 23 318 \| \| 7.ª \| Loja \| 20 846 \| \| 8.ª \| Baza \| 20 562 \| \| 9.ª \| La Zubia \| 20 056 \| \| 10.ª \| Atarfe \| 20 455 \| \| 11.ª \| Albolote \| 19 587 \| \| 12.ª \| Guadix \| 18 725 \| \| 13.ª \| Churriana de la Vega \| 16 693 \| \| 14.ª \| Santa Fe \| 15 269 \| \| 15.ª \| Ogíjares \| 15 063 \| \| 16.ª \| Salobreña \| 12 660 \| \| 17.ª \| Huétor Vega \| 12 294 \| \| 18.ª \| Vegas del Genil \| 12 325 \| \| 19.ª \| Peligros \| 11 674 \| \| 20.ª \| Huétor Tájar \| 10 653 \| La provincia de Granada es la 36.ª de España en que existe un mayor porcentaje de habitantes concentrados en su capital (25,16 %, frente a 31,96 % del conjunto de España). | - Granada - Motril - Almuñécar - Armilla - Maracena - Baza Vistas de las 6 localidades más pobladas de la provincia de Granada. |                |
| Posición | Municipio | Población 2024 |
| 1.ª | Granada | 232 717        |
| 2.ª | Motril | 59 632         |
| 3.ª | Almuñécar | 27 311         |
| 4.ª | Armilla | 25 405         |
| 5.ª | Maracena | 22 310         |
| 6.ª | Las Gabias | 23 318         |
| 7.ª | Loja | 20 846         |
| 8.ª | Baza | 20 562         |
| 9.ª | La Zubia | 20 056         |
| 10.ª | Atarfe | 20 455         |
| 11.ª | Albolote | 19 587         |
| 12.ª | Guadix | 18 725         |
| 13.ª | Churriana de la Vega | 16 693         |
| 14.ª | Santa Fe | 15 269         |
| 15.ª | Ogíjares | 15 063         |
| 16.ª | Salobreña | 12 660         |
| 17.ª | Huétor Vega | 12 294         |
| 18.ª | Vegas del Genil | 12 325         |
| 19.ª | Peligros | 11 674         |
| 20.ª | Huétor Tájar | 10 653         |

### Evolución

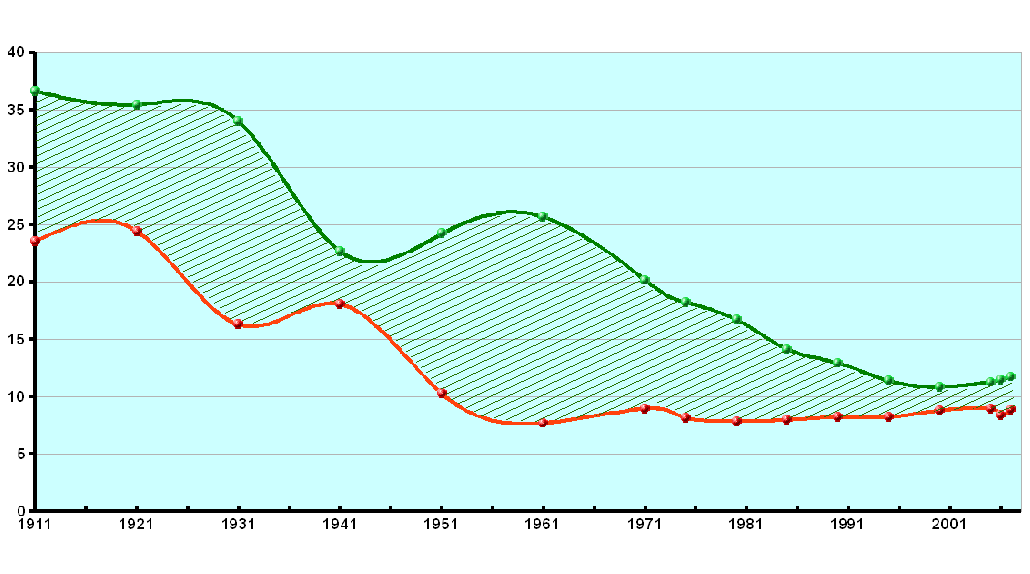
Evolución del crecimiento vegetativo (natalidad - mortalidad) en ‰ en la provincia de Granada.

Durante el siglo XX, la población de la provincia de Granada ha experimentado un aumento general exceptuando el periodo comprendido entre los censo de 1950 y 1970 ambos incluidos. El índice de crecimiento entre los censos de 1900 y 2001 es de 66,18%.
Si analizamos los padrones municipales de los últimos 20 años también se aprecia un aumento de la población de un 13,84% entre los años 2008 y 2018, aunque en 2011 se alcanzó el máximo y desde entonces se ha producido una pérdida leve de población.
| Gráfica de evolución demográfica de la provincia de Granada entre 1900 y 2021                                    |
| |
| Población de derecho (1900-1991) o población residente (2001 en adelante) según los censos de población del INE. |

### Inmigración

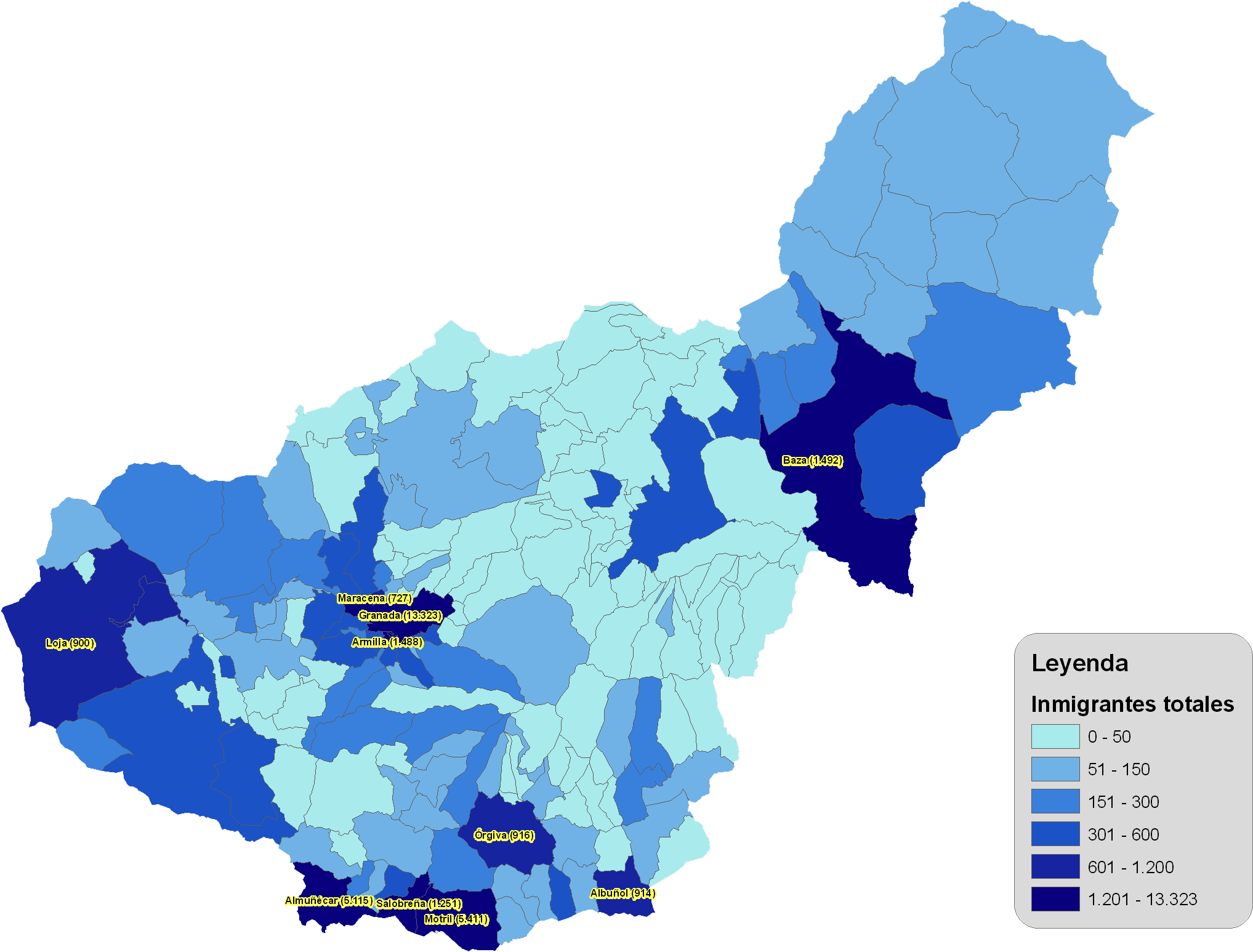
Mapa municipal de inmigrantes en la Provincia de Granada en 2007.

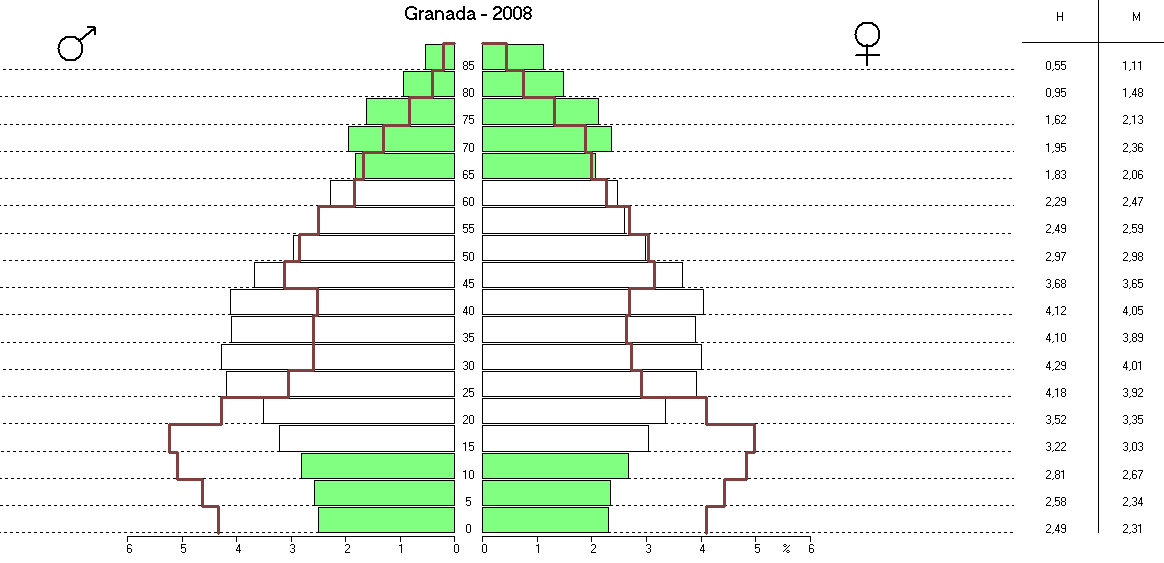
Pirámide de población de la provincia de Granada en el año 2011.

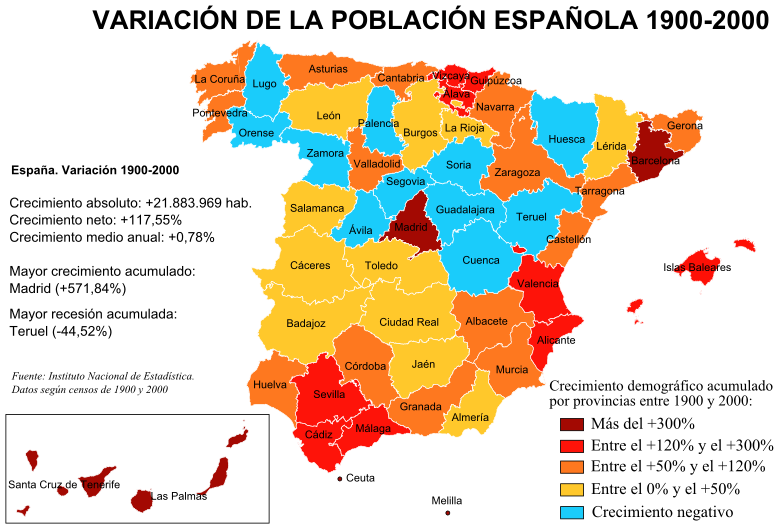
Variación de la población española entre 1900 y 2000

| País /Zona   | Hombres | Mujeres | Total | % Total Ext. | % Total And. | % Pob. |
| Alemania     | 1027    | 928     | 1955  | 3,37%        | 8,12%        | 0,22%  |
| Bulgaria     | 401     | 225     | 626   | 1,08%        | 6,11%        | 0,07%  |
| Francia      | 745     | 779     | 1524  | 2,62%        | 11,07%       | 0,17%  |
| Italia       | 1018    | 691     | 1709  | 2,94%        | 9,92%        | 0,19%  |
| Reino Unido  | 3427    | 3121    | 6548  | 11,27%       | 6,58%        | 0,73%  |
| Rumanía      | 6123    | 4352    | 10475 | 18,03%       | 13,24%       | 1,17%  |
| UE           | 15095   | 12242   | 27337 | 47,06%       | 8,89%        | 3,05%  |
| Rusia        | 192     | 841     | 1033  | 1,78%        | 11,91%       | 0,12%  |
| Ucrania      | 168     | 181     | 349   | 0,60%        | 3,35%        | 0,04%  |
| EUROPA NO UE | 642     | 1303    | 1945  | 3,35%        | 6,96%        | 0,22%  |
| Marruecos    | 5180    | 3216    | 8396  | 14,45%       | 9,06%        | 0,94%  |
| ÁFRICA       | 7014    | 3556    | 10570 | 18,20%       | 8,79%        | 1,18%  |
| Argentina    | 1735    | 1534    | 3269  | 5,63%        | 12,80%       | 0,36%  |
| Bolivia      | 2283    | 2143    | 4426  | 7,62%        | 20,05%       | 0,49%  |
| Colombia     | 970     | 1214    | 2184  | 3,76%        | 10,48%       | 0,24%  |
| Ecuador      | 1261    | 1164    | 2425  | 4,17%        | 10,61%       | 0,27%  |
| Perú         | 114     | 142     | 256   | 0,44%        | 5,65%        | 0,03%  |
| AMÉRICA      | 7953    | 8336    | 16289 | 28,04%       | 11,53%       | 1,82%  |
| China        | 656     | 498     | 1154  | 1,99%        | 11,21%       | 0,13%  |
| ASIA         | 1105    | 810     | 1915  | 3,30%        | 10,40%       | 0,21%  |
| OTROS        | 20      | 13      | 33    | 0,06%        | 10,25%       | 0,00%  |
| TOTAL        | 31829   | 26260   | 58089 | 100%         | 9,43%        | 6,47%  |